# Singiya
Singiya – gaun wikas samiti we wschodniej części Nepalu w strefie Kośi w dystrykcie Sunsari. Według nepalskiego spisu powszechnego z 2001 roku liczył on 2167 gospodarstw domowych i 10904 mieszkańców (5548 kobiet i 5356 mężczyzn).